# Нюрнберг (фільм)
«Нюрнберг» (англ. Nuremberg) — майбутня американська історична драма сценариста і режисера Джеймса Вандербільта. Фільм заснований на нон-фікшн книзі Джека Ель-Хая «Нацист і психіатр» 2013 року. У головних ролях Рамі Малек, Рассел Кроу та Майкл Шеннон.

## Синопсис
У фільмі зображено психіатра Дугласа Келлі, який опитує нацистських в’язнів, щоб визначити, чи придатні вони постати перед судом.

## Акторський склад
| Актор        | Роль                |
| ------------ | ------------------- |
| Рамі Малек   | Дуглас Келлі        |
| Рассел Кроу  | Герман Герінг       |
| Майкл Шеннон | Роберт Джексон      |
| Лео Вудалл   | сержант Хові Трієст |
| Річард Грант | Девід Максвелл Файф |
| Марк О'Браєн | Джон Амен           |
| Колін Генкс  | Густав Гілберт      |
| Ренн Шмідт   | Елсі Дуглас         |

| Актор           | Роль                 |
| --------------- | -------------------- |
| Джон Слеттері   | Бертон Кертіс Андрус |
| Андреас Пічман  | Рудольф Гесс         |
| Лотте Вербек    | Еммі Герінг          |
| Стівен Пейсі    | Джордж Маршалл       |
| Вольфганг Черні | Бальдур фон Ширах    |
| Том Койне       | Роберт Лей           |
| Дюла Мештерхазі | Еріх Редер           |
| Сем Ньюман      | Олбен Барклі         |

## Виробництво
У грудні 2023 року було оголошено, що сценаристом і режисером фільму стане Джеймс Вандербільт, а головні ролі зіграють Рамі Малек, Рассел Кроу та Майкл Шеннон. У січні та лютому 2024 року було оголошено про додатковий кастинг, зокрема Річарда Е. Гранта, Лео Вудалла, Джона Слеттері та Коліна Генкса.
Зйомки почалися в Будапешті в лютому 2024 року і завершилися в травні того ж року.

## Випуск
У червні 2025 року Sony Pictures Classics придбала права на дистрибуцію «Нюрнберга» в Північній Америці та на авіалініях по всьому світу, запланувавши його реліз у США на 7 листопада 2025 року.

## Дивіться також
- Нюрнберзький процес — американський фільм 1961 року.
- Нюрнберг[en] — міні-серіал 2000 року, також присвячений психології дій нацистів.